# Brücke über die Hauptallee
Koordinaten: 48° 11′ 38,2″ N, 16° 26′ 10,5″ O

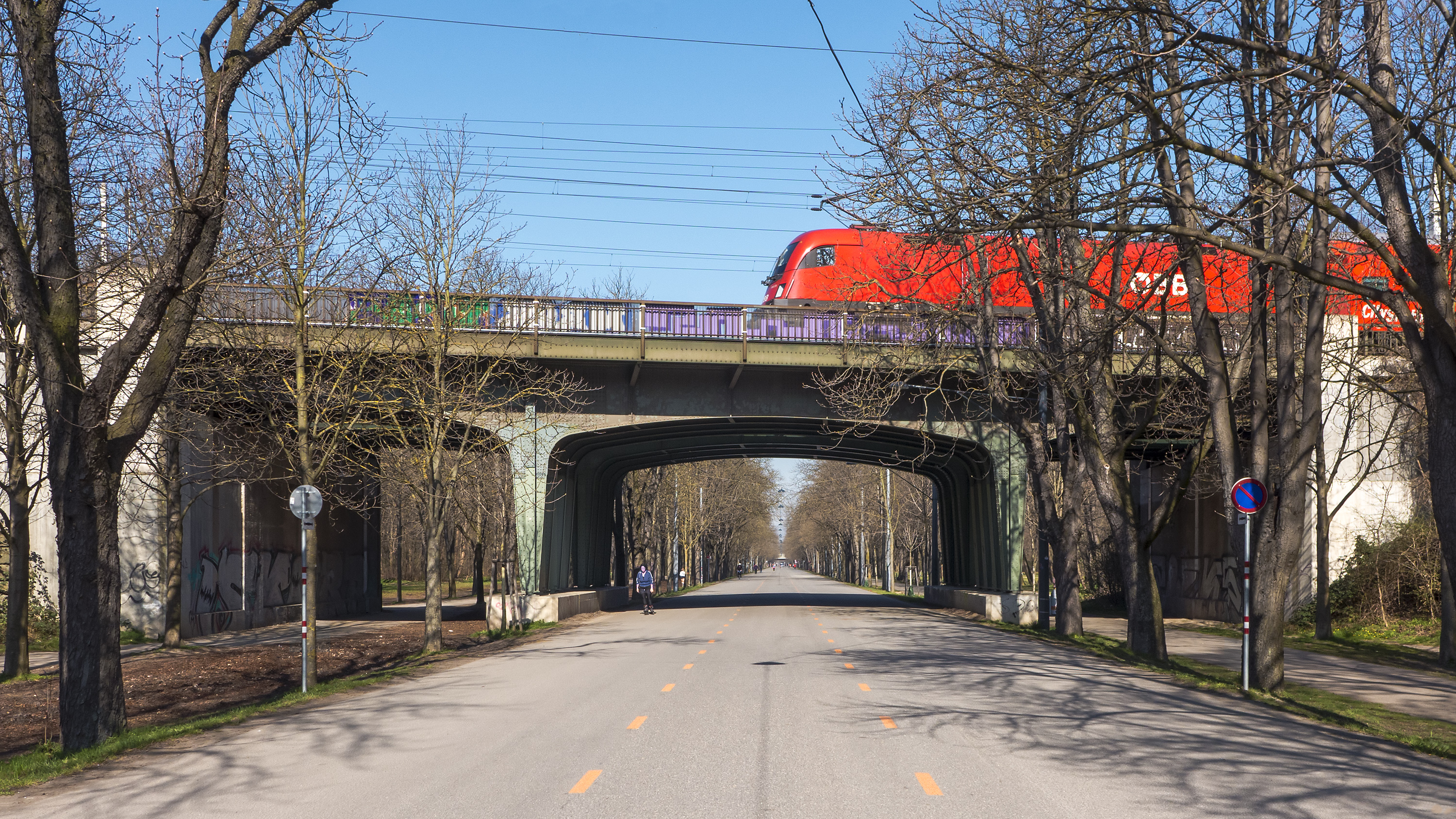
Ansicht entlang der Hauptallee

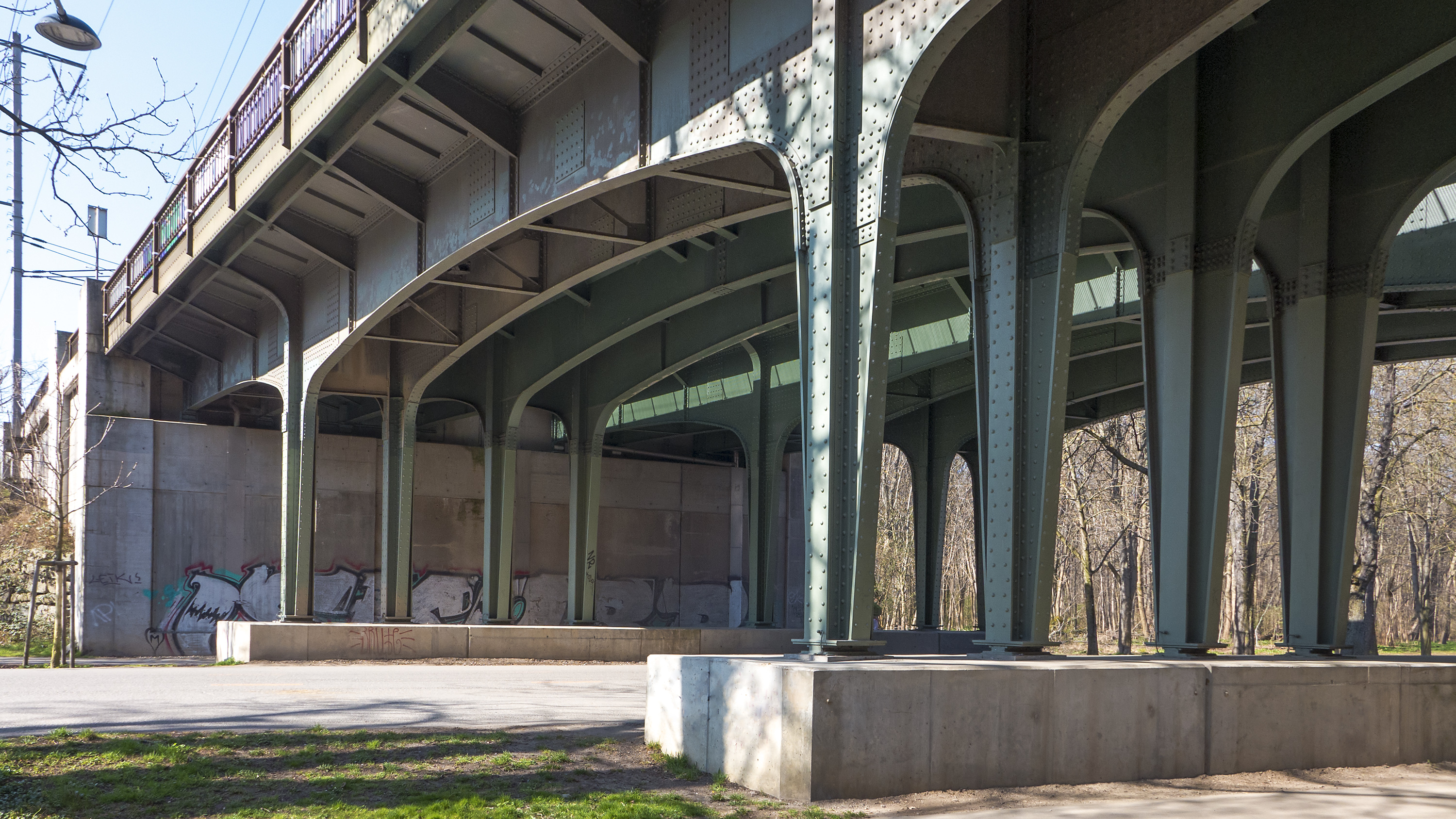
Ansicht des Tragwerks

Die Brücke über die Hauptallee ist eine Brücke der Ostbahn im 2. Wiener Gemeindebezirk, Leopoldstadt, die im Wiener Prater über die Hauptallee führt.

## Geschichte
Die Streckenführung der von der k.k. privilegierten österreichischen Staats-Eisenbahn-Gesellschaft errichteten Bahnstrecke von Wien Richtung Mähren und Ungarn (heute Slowakei) in Hochlage machte eine Überbrückung der Hauptallee im Grüngebiet des Praters nahe dem Lusthaus notwendig. Dabei kreuzt die Bahnstrecke die Hauptallee in einem Winkel von 75 Grad 16 Minuten, weil die Strecke in Relation zur von Nordwesten nach Südosten verlaufenden Hauptallee leicht nach Norden verschwenkt verläuft.
Bei der Bauverhandlung am 13. Februar 1868 wurde eine Überbrückung mit einer Mittelöffnung von 15 Meter und zwei seitlichen Öffnungen von jeweils 7,6 Meter vorgeschrieben. Die lichte Höhe hatte mindestens 5,05 Meter zu betragen. Zusätzlich wurde gefordert, dass die gesamte Stahlkonstruktion des Bauwerkes leicht und gefällig hergestellt werde.
Ob die vorgegebenen Maße tatsächlich eingehalten wurden, ist nicht bekannt. Spätere Quellen nennen jedenfalls für die Mittelöffnung eine Breite von 13,49 Meter und für die beiden seitlichen Öffnungen für die Geh- und Reitwege je 8,43 Meter.
Die amtliche Vorgabe der lichten Höhe der Brücke und die Höhenlage der Dammkrone machte eine Balkenkonstruktion aus Fachwerk mit zwei zusätzlichen Unterstützungen notwendig. Die Stützpfeiler aus Gusseisen wurden in insgesamt sechs Gruppen zu je vier Stück in der Flucht der Alleebäume der Hauptallee angeordnet und tragen jeweils die drei durchgehenden Parallelgitterträger der Brücke. Zusätzlich wurde die mittlere Tragwand entsprechend verstärkt.
Um die geforderte gefällige Form zu erreichen, wurde abschließend die Tragwerkskonstruktion mittels Zinkblech verkleidet, an dem gepresste und gegossene Zinkornamente angelötet und angeschraubt wurden. Nach der Grundierung mit Zinkgrau erfolgte ein abschließender Überzug mit Silberbronze. Durch diese Verkleidung erhielt die Brücke das Aussehen einer Segmentbogenbrücke  mit reich verzierter Brüstung. Das Zusammenspiel von Form und Farbe erweckte den Eindruck einer steinernen Brücke.
Die Pläne für die Brückenkonstruktion stammen von den Ingenieuren Rogenhofer und C. v. Ruppert jun., während August Köstlin für den architektonischen Teil verantwortlich war.

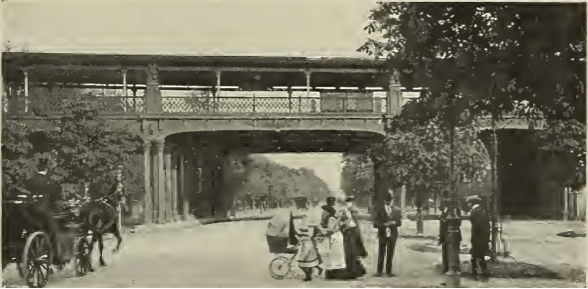
Die Brücke um 1900

Im Jahr 1898 wurde die Brücke über die Hauptallee durch das Hinzufügen zweier weiterer Träger verbreitert, um Platz für einen Mittelperron zu schaffen. Wann die Brücke ihre heutige Form erhielt, ist nicht bekannt.
Von 1883 bis zum Beginn des Zweiten Weltkriegs lag die Brücke auf der Strecke des Orientexpresses von Paris nach Istanbul, der den Abschnitt Wien–Budapest damals über Pressburg auf dem nördlichen, linken Donauufer bewältigte.

### Beteiligte Firmen
- Stach und Gebrüder Braun (Wien): Herstellung der Widerlager und Pfeilersockel
- Johann Caspar Harkort (Duisburg): Anfertigung und Montage des Brückentragwerks und die Blechträger über den Säulen und die Gerippe für die Zinkverkleidungen
- Fürstlich Salm’sches Eisenwerk (Blansko): Guss der Säulen, Architrave und Kandelaber
- Carl Diener (Wien): Zinkverkleidung, Ornamente, Vasen und so weiter.

## Gegenwart
Die Brücke wird heute von vom Wiener Hauptbahnhof ausgehenden Zügen Richtung Laa an der Thaya (nördlicher Ast) und Richtung Marchegg (östlicher Ast) benützt, ebenso von Fernzügen der Nordbahn Richtung Brünn, Prag, Berlin, Krakau und Warschau. Über Marchegg wird in die nahe slowakische Hauptstadt Pressburg gefahren. Weiters verkehren hier Züge der S-Bahn-Linie S 80 zwischen Wien Aspern Nord und Wien Hütteldorf bzw. Unter Purkerdorf.